# Tramvie Elettriche Bresciane
La Società Anonima Tramvie Elettriche Bresciane (o TEB) è stata una società di trasporti pubblici automobilistici e tranviari della provincia di Brescia.

## Storia
Nacque il 14 ottobre 1920 con il conferimento da parte della Società Elettrica Bresciana del patrimonio tranviario interurbano operante nella provincia di Brescia. Solo dopo il 10 ottobre 1922, con l'approvazione del passaggio delle concessioni da parte della Deputazione provinciale, la TEB poté esercitare le tranvie con la corretta posizione giuridica.
L'elenco delle tranvie gestite dalla TEB fu il seguente:
- Brescia-Gardone Val Trompia-Tavernole sul Mella;
- Brescia-Gussago;
- Brescia-Soncino;
- Brescia-Ostiano;
- Brescia-Tormini-Salò-Gargnano;
- Tormini-Vestone-Idro.

Inoltre, il 1º febbraio 1921 la SEB girò alla società tranviaria tutte le azioni in suo possesso della Società Anonima Ferrovia Rezzato Vobarno: in questo modo la TEB divenne proprietaria della ferrovia Rezzato – Vobarno.
Nel 1922, la TEB si trovò a gestire quasi tutta la rete tranviaria extraurbana di Brescia, ad eccezione della Brescia – Mantova, per complessivi 320 Km di binari.

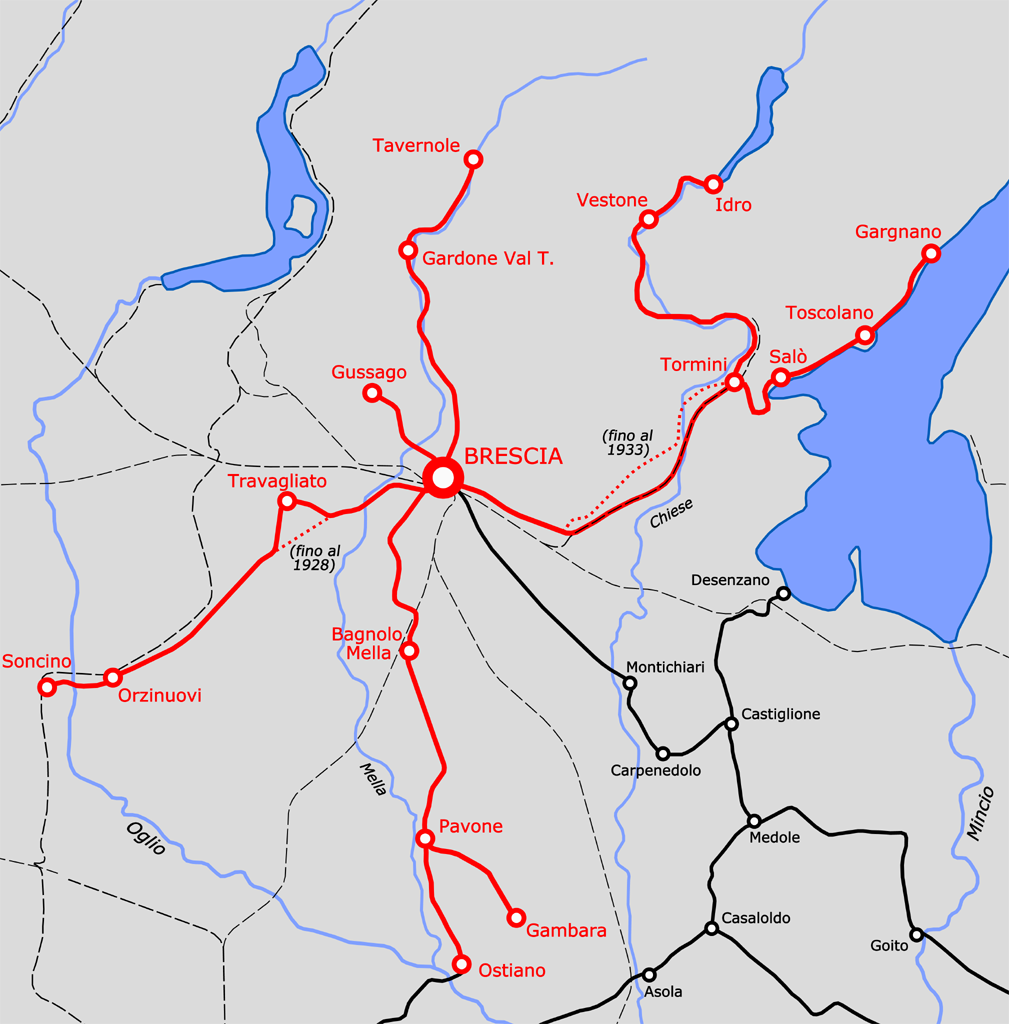
La rete TEB alla sua massima estensione (1933)

La Tramvie Elettriche Bresciane procedette alla elettrificazione della Brescia - Soncino e alla costruzione sulla stessa della deviazione Torbole – Travagliato – Lograto (1928). Inoltre tentò di evitare la soppressione dei binari tranviari sulla futura Strada statale 45 bis Gardesana Occidentale proponendo la loro separazione dalla carreggiata principale con un marciatram. L'ipotesi fallì allorché la AASS si mostrò soddisfatta da tale soluzione solo se fosse stata interamente a carico della TEB la quale avrebbe avuto in carico l'esproprio dei terreni e l'allargamento della strada.
Durante gli anni trenta, la TEB si assunse la responsabilità di sostituire gradualmente le coppie di corse tranviarie con autoservizi. Nel 1935 essa costituì la Società Italiana Autotrasporti (SIA) che avrebbe avuto il compito di gestire i servizi automobilistici extraurbani.
Nel giugno 1932 furono incanalati sulla ferrovia Rezzato – Vobarno, per il tratto Treponti – Tormini, i tram diretti in Val Sabbia e alla Riviera gardesana. Nel 1934 furono soppresse le corse da Brescia a Idro, quelle lungo la Salò – Gargnano, il tratto da Gardone a Tavernole e quello da Poncarale a Ostiano. Questi erano tronchi periferici il cui numero di passeggeri era stato ritenuto insufficiente al mantenimento delle corse.
La Provincia ricorse in giudizio contro la TEB per l'intenzione di quest'ultima a smantellare l'armamento delle linee disattivate. Tuttavia il decreto ministeriale 12 novembre 1937, n. 3740, consentì ai concessionari di linee tranviarie di effettuare autocorse sostitutive, a patto che continuassero l'esercizio delle nuove linee automobilistiche. Grazie a quel decreto, nel 1938 la TEB poté procedere al disarmamento dei rami periferici le cui corse tranviarie erano state sospese.
Dopo la Seconda guerra mondiale, la legge 2 agosto 1952, n. 1221, consentì alla TEB di smobilitare le restanti linee, trasformando le corse tranviarie in autocorse.
La società, che mantenne per un certo periodo la proprietà della Rezzato-Vobarno, cessò l'attività nel 1963.